# かぐや姫おんすてーじ
『かぐや姫おんすてーじ』（かぐやひめ-）は、第2期かぐや姫の初のライブ・アルバムで、通算2枚目のアルバムである。

## 収録曲
1. ひとりきり
作詞・作曲 南こうせつ
2. 田中君じゃないか
作詞 伊勢正三
作曲 南こうせつ
3. きっぷ
作詞・作曲 山田つぐと
4. 約束です
作詞 及川恒平
作曲 小室等
5. この秋に
作詞 喜多条忠
作曲 南こうせつ
6. あの人の手紙
作詞 伊勢正三
作曲 南こうせつ
7. 少女はいつも
作詞 山田つぐと
作曲 南こうせつ
8. 今はちがう季節
作詞 伊勢正三
作曲 南こうせつ
9. 好きだった人
作詞 伊勢正三
作曲 南こうせつ
10. そんなとき
作詞 山田つぐと
作曲 南こうせつ
11. おもかげ色の空
作詞 伊勢正三
作曲 南こうせつ